# Fallopia dumetorum

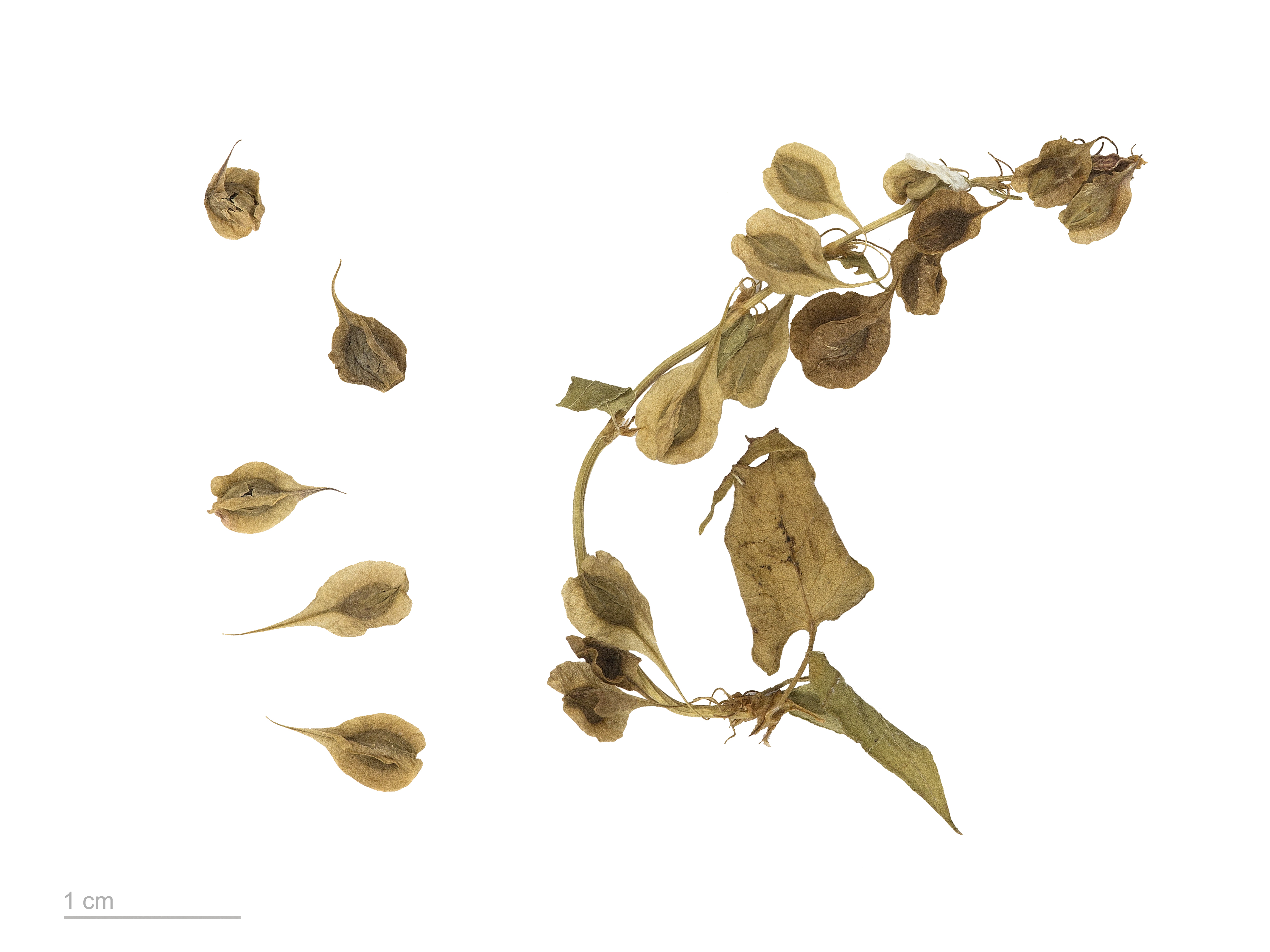
Fallopia dumetorum

El polígono de las malezas  (Fallopia dumetorum) es una hierba de la familia de las poligonáceas.

## Descripción
Hierba anual, frecuente, trepadora o rastrera, tan parecida a la especie Polygonum convolvulus, que se hace necesario observarla atentamente para distinguir sus detalles diferenciadores. La diferencia más sobresaliente está en el pedúnculo de sus frutos, son largos, recurvados y rojizos, de 5-8 mm de longitud, con un nudo en su mitad o más bajo, articulados. También tienen alas, continuación de la que tienen las piezas periánticas. Varias flores en cada verticilo, que salen de una bolsita o membrana, especie de nudo, ócrea, a lo largo de una espiga poco foliosa, normalmente vertical, espaciadas a lo largo de los tallos floríferos. Flor con 3 piezas periánticas, aquilladas y aladas, las 3 interiores de color blanco rosado, 8 estambres, el estilo con 3 estigmas. Fruto liso, con 3 caras, de color negro mate, brillante en las aristas. Hojas con largo peciolo acanalado, borde entero, nervios visibles, triangulares y acorazonadas, muy apuntadas. Tallos asurcados, radiales y rastreros, si la planta nace en tierra llana, enmarañados cuando crece entre maleza.

## Distribución y hábitat
En toda Europa, excepto en el extremo norte. Florece en verano y en otoño. Habita en setos, bosques, junto a paredes, rastrojos, prefiere los barbechos bien arados y blandos.